# Liste der Torschützenkönige der FIFA-Klub-Weltmeisterschaft
Die Liste der Torschützenkönige des FIFA-Klub-Weltmeisterschaft umfasst alle Torschützenkönige des 2000 erstmals ausgetragenen Wettbewerbs. Gelistet werden die Torschützen mit den meisten Toren je Turnier, unabhängig davon, ob bei gleicher Anzahl an Toren die Zahl der Vorlagen bzw. die Spielminuten über die genaue Platzierung entschieden. Bisher gelang es nur dem Argentinier César Delgado und dem Portugiesen Cristiano Ronaldo den Titel des Torschützenkönigs zweimal zu gewinnen bzw. zu verteidigen. Rekordtorschütze eines Turniers ist der Uruguayer Luis Suárez, der 2015 fünf Tore erzielte. 

## Torschützenkönige
| Jahr                               | Spieler                                                           | Klub                                                               | Tore |
| ---------------------------------- | ----------------------------------------------------------------- | ------------------------------------------------------------------ | ---- |
| 2000                               | Nicolas Anelka Romário                                            | Real Madrid CR Vasco da Gama                                       | 3    |
| 2005                               | Álvaro Saborío Mohammad Nur Peter Crouch Márcio Amoroso           | CD Saprissa Al-Ittihad FC Liverpool FC São Paulo                   | 2    |
| 2006                               | Mohamed Abo Treka                                                 | al Ahly SC                                                         | 3    |
| 2007                               | Washington                                                        | Urawa Red Diamonds                                                 | 3    |
| 2008                               | Wayne Rooney                                                      | Manchester United                                                  | 3    |
| 2009                               | Denilson                                                          | Pohang Steelers                                                    | 4    |
| 2010                               | Mauricio Molina                                                   | Seongnam Ilhwa Chunma                                              | 3    |
| 2011                               | Adriano Lionel Messi                                              | FC Barcelona                                                       | 2    |
| 2012                               | César Delgado Hisato Satō                                         | CF Monterrey Sanfrecce Hiroshima                                   | 3    |
| 2013                               | Darío Conca César Delgado Mouhcine Iajour Ronaldinho              | Guangzhou Evergrande CF Monterrey Raja Casablanca Atlético Mineiro | 2    |
| 2014                               | Gareth Bale Sergio Ramos Gerardo Torrado                          | Real Madrid CD Cruz Azul                                           | 2    |
| 2015                               | Luis Suárez                                                       | FC Barcelona                                                       | 5    |
| 2016                               | Cristiano Ronaldo                                                 | Real Madrid                                                        | 4    |
| 2017                               | Romarinho Maurício Antônio Cristiano Ronaldo                      | al-Jazira Club Urawa Red Diamonds Real Madrid                      | 2    |
| 2018                               | Rafael Borré Gareth Bale                                          | River Plate Real Madrid                                            | 3    |
| 2019                               | Baghdad Bounedjah Hamdou Elhouni                                  | al-Sadd SC Espérance Tunis                                         | 3    |
| 2020                               | André-Pierre Gignac                                               | UANL Tigres                                                        | 3    |
| 2021                               | Abdoulay Diaby Yasser Ibrahim Romelu Lukaku Raphael Veiga         | al-Jazira Club al Ahly SC FC Chelsea Palmeiras São Paulo           | 2    |
| 2022                               | Pedro                                                             | Flamengo Rio de Janeiro                                            | 4    |
| 2023                               | Julián Álvarez Karim Benzema Ali Maâloul                          | Manchester City Ittihad FC al Ahly SC                              | 2    |
| 2025                               | Gonzalo García (1) Ángel Di María Serhou Guirassy Marcos Leonardo | Real Madrid Benfica Lissabon Borussia Dortmund al-Hilal            | 4    |
| Sieger des Wettbewerbs Rekordmarke |                                                                   |                                                                    |      |

### Ranglisten
Der Argentinier César Delgado von CF Monterrey, der Portugiese Cristiano Ronaldo von Real Madrid und der Waliser Gareth Bale sind die bisher einzigen Spieler, die den Titel als Torschützenkönig zweimal erringen konnten. Die Rangliste der Klubs, aus denen die Torschützenkönige stammen, wird derzeit angeführt von Real Madrid mit fünf vor dem FC Barcelona mit vier Titelträgern, die der Länder von Brasilien mit acht vor Argentinien mit vier Titeln.
| Rang | Land              | Titel |
| ---- | ----------------- | ----- |
| 1    | César Delgado     | 2     |
|      | Cristiano Ronaldo | 2     |
|      | Gareth Bale       | 2     |

| Rang | Land               | Titel |
| ---- | ------------------ | ----- |
| 1    | Real Madrid        | 7     |
| 2    | FC Barcelona       | 3     |
|      | al Ahly SC         | 3     |
| 4    | CF Monterrey       | 2     |
|      | Urawa Red Diamonds | 2     |
|      | al-Jazira Club     | 2     |

| Rang | Land          | Titel |
| ---- | ------------- | ----- |
| 1    | Brasilien     | 10    |
| 2    | Argentinien   | 5     |
| 3    | Frankreich    | 3     |
| 4    | Kolumbien     | 2     |
|      | England       | 2     |
|      | Portugal      | 2     |
|      | Wales         | 2     |
|      | Ägypten       | 2     |
|      | Spanien       | 2     |
| 10   | Algerien      | 1     |
|      | Costa Rica    | 1     |
|      | Japan         | 1     |
|      | Libyen        | 1     |
|      | Mexiko        | 1     |
|      | Marokko       | 1     |
|      | Saudi-Arabien | 1     |
|      | Uruguay       | 1     |
|      | Belgien       | 1     |
|      | Mali          | 1     |
|      | Tunesien      | 1     |